# Бобах, Христиан
Христиан Бобах (дат. Christian Bobach, род. 2 апреля 1987) — датский спортсмен-ориентировщик, призёр первенства мира 2006 среди юниоров по спортивному ориентированию.

## Биография
В детстве жил со своей семьей недалеко от Силькеборга. Отец и мать тоже занимаются ориентированием и часто брали детей на различные соревнования. Младший брат — Сёрен (род. 1989) и сестра Ида (род. 1991) в различные годы становились чемпионами мира по спортивному ориентированию среди юниоров. Причем, Ида, завоевав седьмую золотую медаль на первенстве мира 2011 в Польше, стала самой титулованной юниоркой за всю историю проведения мировых юниорских первенств по спортивному ориентированию.

## Юниорский спорт
2005
Принимал участие на первенстве мира 2005 среди юниоров в Швейцарии, на средней дистанции занял 13 место и был 34-м на длинной дистанции.
2006
На Первенстве мира 2006 соревновался во всех дисциплинах. Был в 21-м в спринте, 47-м на средней дистанции. На длинной дистанции и эстафете попал в «цветочную церемонию», заняв 6 место.
2007
В 2007 году первенство мира среди юниоров проходило в Австралии в Даббо (Dubbo). Брат Христиана Сёрен и сестра Ида тоже выступали за юниорскую сборную Дании на этом первенстве. Был пятым в спринте, 39-м на средней дистанции, занял 11 место с эстафетной командой Дании. На длинной дистанции показал третье время, уступив только норвежцам Лунданесу и Дэли.

## Взрослая карьера
Родной клуб для Христиана — Silkeborg OK, за него он соревнуются в национальных соревнованиях, чемпионате Дании. С 1 июля 2006 года выступал за норвежский клуб Kristiansand OK. В настоящее время является членом команды шведского клуба IFK Göteborg.
В 2009 году с командой Kristiansand OK выигрывает эстафету Tiomila. В этом же 2009 году прошел отбор во взрослую национальную команду Дании, выиграв спринт на чемпионате Дании. На чемпионате мира 2009 не смог пройти в финал через квалификацию ни в спринте, ни на средней дистанции.
Также был отобран в команду на чемпионат мира 2010 в Норвегии, но из-за травмы не смог в нем принять участие.